# Hygin (pape)
Pour les articles homonymes, voir Hygin.
Hygin (enregistré dans les manuscrits sous les formes Ὑγῖνος, Hyginus, Yginus, Egenus, Viginus) est le 9e évêque de Rome entre 136 environ et 140–142, selon l'historiographie officielle de l'Église catholique romaine. La tradition veut que durant sa papauté, il ait déterminé les différentes prérogatives du clergé et défini les degrés de la hiérarchie ecclésiastique.
Il est fêté le 11 janvier.

## Datation
Selon Eusèbe de Césarée, il prend ses fonctions la première année du règne d'Antonin le Pieux, soit en 138 après J.C., que le Liber Pontificalis élargit à la période incluant la nomination des consuls de l'année, un certain Magnus et Gaio Pomponio Camerino.
La datation et la durée du pontificat d'Hygin sont présentées différemment dans la tradition et ont donné lieu à de longues discussions. Eusèbe le décrit comme étant le 9e évêque de Rome et cite apparemment Irénée textuellement. Mais Irénée compte Hygin au huitième rang, du moins dans la seule traduction latine survivante du passage concerné. Ces informations divergentes peuvent être dues au fait qu'Irénée commence sa liste par Lin, tandis qu'Eusèbe commence par Pierre.
Selon Eusèbe, Hygin exerce son épiscopat pendant quatre ans jusqu'à sa mort, ce qui correspond également aux informations de sa Chronique de l'année 142, selon lesquelles le successeur d'Hygin, Pie Ier, prend ses fonctions cette année-là. Le Liber Pontificalis indique également quatre ans, trois mois et quatre jours comme durée de son mandat, tandis que le Catalogus Liberianus sur lequel le Liber est basé indique douze ans, trois mois et six jours. Cependant, les deux traditions affirment qu'Hygin mourut alors que Servius Cornelius Scipio Orfitus et Quintus Pompeius Sosius Priscus étaient consuls, soit en 149 ; son mandat aurait donc duré 11 ans, ce qui correspond davantage à l'indication de 12 ans du Catalogus Liberianus. Il n'y a aucune certitude sur aucune des informations. Les dates consulaires du Catologus et – sur cette base – du Liber sont tirées des informations du Chronographe de 354, qui est extrêmement peu fiable à cet égard ; Adolf von Harnack voit donc le mandat d'Hygin dans le Catalogus être remplacé par celui d'Anicet, telles que proposées par Eusèbe.

## Biographie

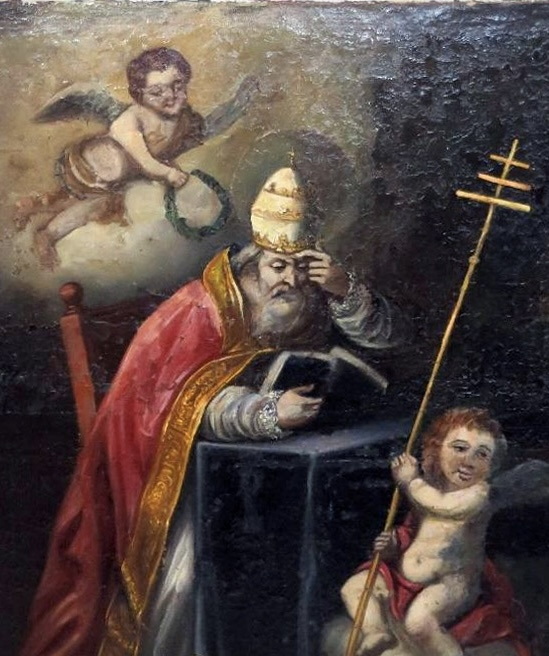
Saint Hygin.

On sait peu de choses sur Hygin lui-même et son pontificat. Le Liber Pontificalis rapporte qu'il était grec, peut-être originaire d'Athènes, et ayant étudié la philosophie avant son pontificat. Il aurait quitté Athènes pour Rome, comme l'écrivain et martyr saint Justin de Naplouse le fit à la même époque.
En tant qu'évêque de Rome, il a ordonné quinze presbytres, cinq diacres et six évêques lors de trois ordinations. En outre, il a émis des ordonnances concernant le clergé (clerum conposuit et distribuit gradus), sur lesquelles aucune information précise n'est disponible.
Pendant son pontificat, selon Irénée de Lyon, confirmé par Eusèbe, le gnostique Valentin est arrivé à Rome et est resté dans la ville jusqu'à l'élection du pape Anicet, mais d'autres sources rapportent que Valentin était déjà à Rome à l'époque du précédent pape Télesphore. À cette époque  Cerdon, un autre gnostique, vit également à Rome, qui, après avoir avoué ses erreurs et renoncé à l'hérésie, est réadmis dans l'Église, pour ensuite être expulsé de nouveau pour avoir rechuté. On ignore combien de cas similaires ont pu se reproduire au cours de la période.
Hygin est l'un des évêques de Rome qui permet aux chrétiens de célébrer Pâques le 14 du mois de Nissan selon le calendrier liturgique juif.
Selon le Liber Pontificalis, il institue les ordres mineurs et organise la hiérarchie ecclésiastique (Hic clerum composuit et distribuit gradus), conduisant à une distinction plus claire des rôles entre presbytres et diacres et établissant la figure du sous-diacre, sans que l'on possède d'informations réellement crédibles sur ces actions. Cette observation générale figure également dans la biographie du pape Hormisdas. Selon Louis Duchesne, l'écrivain faisait probablement référence aux ordres inférieurs du clergé.
Selon la tradition, on doit à Hygin l'instauration des parrains et marraines lors du baptême afin d'assister le nouveau-né dans sa vie future. Il a également décidé que toutes les églises devraient être consacrées.
Hygin est réputé être mort en martyr sous l'empereur romain Marc Aurèle, bien qu'il n'existe aucun élément de preuve. Le Liber Pontificalis, qui emploie par ailleurs régulièrement l'expression Martyrio coronatur (« il fut couronné martyre »), omet également ces informations. Dans le Martyrologe hiéronymien un Egenus ou Eugenus est mentionné sous le 23 décembre, qui est souvent assimilé à Hygin ; sa fête y est signalée le 11 janvier. Hygin a été supprimé du Calendrier liturgique romain dans le cadre du nouvel ordre de base de l'année ecclésiale publié en 1969, car il n'est ni possible de prouver son martyre ni de déterminer le jour de sa mort.
Il est enterré à côté de saint Pierre sur la colline du Vatican le 11 janvier et sa mort est suivie d'une vacance de trois jours.
Les décrétales rendues sous le nom d'Hygin sont des faux.
Son pontificat a lieu pendant la construction du mausolée de l'empereur romain d'Hadrien, aujourd'hui le château Saint-Ange.

## Culte
Hygin est célébré le 11 janvier,.